# Bidarakere, Sira
Bidarakere là một làng thuộc tehsil Sira, huyện Tumkur, bang Karnataka, Ấn Độ.